# Nikólaos Ponirópoulos
Nikólaos Ponirópoulos (grec moderne : Νικόλαος Πονηρόπουλος), né en 1783 à Kyparissia et mort le 1er décembre 1852,  était un combattant et homme politique grec qui participa à la guerre d'indépendance grecque.

## Biographie
Nikólaos Ponirópoulos était un proche de Theódoros Kolokotrónis aux côtés de qui il combattit au cours de la guerre d'indépendance grecque. L'historien philhellène George Finlay le décrit comme un « intrigant sans scrupules, de la pire espèce des dirigeants péloponnésiens ».
En août 1821, il participa en tant que représentant de la Gérousie du Péloponnèse aux négociations en vue de la reddition de Navarin, assiégé par les Grecs ; ces derniers ne respectèrent pas le traité de capitulation et massacrèrent la population qui s'y était réfugiée. Ponirópoulos se vanta par la suite auprès du philhellène Thomas Gordon d'avoir récupéré et détruit le document du traité afin de faire disparaître toute trace de ce dernier,.
Il était ainsi présent à la bataille des Dervénakia qui arrêta l'expédition de Dramali Pacha dans le Péloponnèse. 
Il fut membre de la Gérousie du Péloponnèse en 1823 et fut élu de sa région natale à l'assemblée nationale d'Astros en 1824. Il était dans le camp de Kolokotrónis et des militaires lors de la troisième Assemblée nationale grecque (1826-1827) et siégea donc lors des phases Kastri puis Trézène. Il était membre de l'Assemblée nationale d'Argos en 1829.
Après l'indépendance, il dirigea après 1833 le « Bureau des finances publiques (Γραφείον της Δημοσίου Οικονομίας) », la première institution statistique grecque qui dépendait de l'ancêtre du ministère de l'Intérieur.
Après le coup d'État du 3 septembre 1843, il fut élu député lors des élections législatives grecques de 1843 (pour l'Arcadie). Il fut nommé sénateur en juin 1844. Il le resta jusqu'à sa mort en 1852.
Il était ministre des Finances en 1847. Il fut accusé de malversations sur le prix des céréales. Démis de ses fonctions, il ne fut cependant pas jugé.
Son fils Kyriákos Ponirópoulos fut député de Kyparissia (Triphylie) dans les années 1850.

### Sources
- (el) Phótios Chrysanthópoulos, Βίοι Πελοποννησίων ανδρών και των εξώθεν εις την Πελοπόννησον ελθόντων κληρικών, στρατιωτικών και πολιτικών των αγωνισαμένων τον αγώνα της επαναστάσεως, Athènes, Stávros Andrópoulos,‎ 1888, 335 p. (lire en ligne).
- (el) Parlement grec, Μητρώο Πληρεξουσίων, Γερουσαστών και Βουλευτών. 1822-1935, Athènes, Parlement grec,‎ 1986, 159 p. (lire en ligne) [PDF]